# Fernando Braga
Fernando Braga (Buenos Aires, 9 luglio 1958) è uno scacchista argentino naturalizzato italiano, Maestro internazionale.

## Carriera scacchistica
Nato a Buenos Aires da padre argentino e madre italiana, imparò a giocare a scacchi all'età di dieci anni.
Ottenne il titolo di Maestro Internazionale nel 1983. Dopo aver vissuto per circa un anno in Germania, nel 1985 si trasferì in Italia, ottenendone la cittadinanza.
Vinse i campionati italiani del 1986 a Cesenatico e del 1988 a Chianciano Terme.
Partecipò a sei edizioni delle olimpiadi scacchistiche, nel 1978 con l'Argentina e dal 1986 al 2004 con l'Italia.
Tra i successi della sua carriera, i primi posti ai tornei di Varadero e "Radio Revelda" nel 1984, di Opatija, Vršac e Porz nel 1985.
Ha giocato per diversi anni nel campionato tedesco a squadre "Bundesliga", con la squadra di Colonia.
Ha raggiunto il proprio record di punti Elo nell'ottobre 1988 con 2610 punti .